# NGC 926
NGC 926 is een balkspiraalstelsel in het sterrenbeeld Walvis. Het hemelobject werd in 1877 ontdekt door de Duitse astronoom Ernst Wilhelm Leberecht Tempel.

## R Ceti
Vanaf de aarde gezien bevindt het stelsel NGC 926 zich schijnbaar net ten zuiden van de veranderlijke ster R Ceti (HD 15105). Amateurastronomen, gewapend met telescopen, kunnen R Ceti als gidsster aanwenden om op zoek te gaan naar NGC 926.

## Synoniemen
- PGC 9256
- UGC 1901
- MCG 0-7-11
- ZWG 388.14
- IRAS02235-0033